# Мартьян (мис)
44°30′24.74″ пн. ш. 34°15′3.14″ сх. д. / 44.5068722° пн. ш. 34.2508722° сх. д.
Мартья́н (крим. Martyan) — мис на Південному березі Криму, в межах території Ялтинського району. На мису розташований заповідник Мис Мартьян, а також Нікітський ботанічний сад.

## Клімат
Місцевість характеризується середземноморським кліматом: літо жарке і сухе, зима м'яка і волога. Середньорічна температура — +13,3-13,9 °C, середня температура липня — +25 °C, січня — +4 °C. Середньорічна кількість опадів — 560 мм.